# Linia kolejowa nr 430 (dawna)
Linia kolejowa nr 430 – zlikwidowana linia kolejowa dawniej łącząca przystanek kolejowy Stare Bielice ze stacją Skwierzyna. W 1935 roku został otwarty pierwszy odcinek linii Lipki Wielkie – Skwierzyna, niecały rok później ukończono całą linię do Starych Bielic. Od końca II wojny światowej most na Warcie w Skwierzynie był nieprzejezdny. Dopiero pod koniec lat 60 przywrócono jego przejezdność. W 1988 linię zamknięto dla ruchu pasażerskiego, a w 1991 dla ruchu towarowego na odcinku Trzebicz Krajeński – Skwierzyna. W 1998 roku linia została rozebrana. W 2012 roku samorządy przez które przebiega rozebrana linia ogłosiły, że planują zbudować ponad 40 km trasę dla rowerzystów, piechurów i jeźdźców wzdłuż nieczynnej linii kolejowej. W 2023 roku otwarto jej trzeci odcinek, wiodący do Gościmia.
Obecnie numerem tym oznaczony jest czynny nadal fragment Kostrzyn – Barnówko (ekspedyt PGNiG) dawnej linii kolejowej nr 410 Kostrzyn – Grzmiąca.